# マーク・ミラー

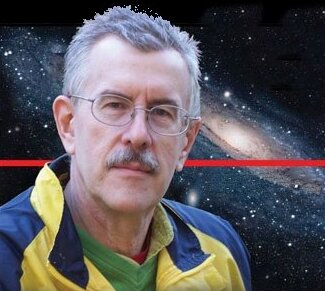
2009年

マーク・ミラー（Marc W. Miller, 1947年 - ）は、受賞歴のあるウォーゲームとロールプレイングゲームのデザイナーそして作家である。

## 経歴
1972年頃、マーク・ミラーと en:Rich Bannerそしてen:Frank Chadwickはイリノイ州立大学ゲームクラブのメンバーだった。空白の六角形シート（ウォーゲームのマップを作るのに適していた）の印刷が奨学金設計の旗印となった。3人（に加え新しいメンバーのen:Loren WisemanとJohn Harshman）は、既存のゲームのいくつかの派生（GuerreやSwampのような一般的な名前）やいくつかのオリジナルのコンセプト（Triplanetary）などの様々なデザインの草案を書きはじめた。
1973年、イリノイ大学にて、教育革新基金プログラムの下、学内にSimRAD (Simulation Research, Analysis, and Design)と呼ばれる、履修のためにゲームをデザインする教室が創設された。ほぼ同時期に、3人は大規模な第二次世界大戦のシミュレーションゲームを出版することを明らかにした（この出版社としてゲームデザイナーズ・ワークショップを思いつき、創設した）。SimRADに対して大学の資金が枯渇し、3人は活動領域を商業的に切り替えた。

## ゲームデザイナーズ・ワークショップ
ゲームデザイナーズ・ワークショップ(GDW)は1973年6月22日を誕生日に採択した。この年、GDWはDrang Nach Osten（第二次世界大戦ヨーロッパ・シリーズの最初の作品）とTriplanetary（ミラーが最初にデザインしたサイエンス・フィクション）を出版した。1974年、会社は5つの新作を出版し、この中にはCoral Sea（第二次世界大戦の海戦）とミラーによるChaco（1930年代のボリビアとパラグアイの間の戦争）が含まれる。彼がGDWに在籍中に、ミラーは合計で74点のゲームや製品をデザインし、平均して4ヶ月に1作品のペースであった。その中にはImperium、トラベラー、 MegaTraveller、そしてen:2300 ADが含まれる。
GDWは1996年2月29日に閉鎖された。ミラーは、この閉鎖は自発的なものであって、非常に急速にゲームを制作したあとの燃え尽き症候群に起因し、このペースを長期的に維持することができなかったからだと思う、とインタビューに答えている。「みんなは動いているときはとても幸せだった。」

## GDWの後
マーク・ミラーは自分のゲームデザインをfarfuture.netで出版し、デザインとプロデュースの成果をゲーム産業に助言した。彼のロールプレイングゲームは現在スティーブ・ジャクソン・ゲームズとMongoose Gamesを介して印刷されている。

## 個人の歴史
マーク・ミラーは en:Glenbard East High School (Lombard Illinois)とイリノイ州立大学を卒業した。彼はアメリカ陸軍に配属され、大尉に任じられた。彼は任地のベトナムでブロンズスターメダルを授けられた。
彼は1987年から2001年にCity of Bloomingtonの人間関係委員会で勤務し、町の草の根人種差別反対運動の創設者となった。彼は価値ある若者に音楽教育の奨学金を提供する、非営利のPratt Music Foundationの理事長として勤務している。
彼は現在、イリノイ州ブルーミントンに妻のDarleneと暮らしている。

## 表彰歴
ミラーは、デザインの卓越性によりいくつもの主要な賞を受賞しており、その中にはオリジン賞、名声のあるen:Games 100を6度、そしてGame Designers’ Guild Awardが含まれている。彼はアドベンチャーゲームで2度殿堂入りした：デザイナーとして就任していた1981年にオリジンの名誉の殿堂、そして彼のロールプレイングゲーム「トラベラー」が1997年に殿堂入りした。